# استپین فچیت
استپین فچیت (انگلیسی: Stepin Fetchit؛  ‏۳۰ مهٔ ۱۹۰۲ – ۱۹ نوامبر ۱۹۸۵) یک هنرپیشه اهل ایالات متحده آمریکا بود. وی بین سال‌های ۱۹۲۵ تا ۱۹۷۶ میلادی فعالیت می‌کرد.
از فیلم‌هایی که وی در آن نقش داشته است، می‌توان به زنوبیا، کشیش قاضی، سلام نظامی، کارولینا و بلندپرواز باش اشاره کرد.

## مرگ
پری در سال 1976 دچار سکته مغزی شد،  به حرفه بازیگری خود پایان داد. او سپس به خانه و بیمارستان فیلم سینمایی و تلویزیونی نقل مکان کرد .  او در 19 نوامبر 1985 در اثر ذات الریه  نارسایی قلبی  سن 83 سالگی درگذشت 